# Pseudoneureclipsis picus
Pseudoneureclipsis picus is een schietmot uit de familie Dipseudopsidae. De soort komt voor in het Oriëntaals gebied.